# 裘继戎
裘继戎（1985年—），原名裘子千，男，北京人，中国跨界融合先锋艺术家、京剧裘派嫡系第四代传人，前北京京剧院演员。

## 家庭
曾祖父裘桂仙。祖父裘盛戎。父裘少戎。